# Assassinats a Orleans
Assassinats a Orleans (títol original en francès, Meurtres à Orléans) és un telefilm francès del 2017 dirigit per Jean-Marc Seban. Forma part de la col·lecció Assassinats a.... S'ha doblat al català per a TV3.

## Sinopsi
Una jove que representa Joana d'Arc en una festa joanica mor d'una fletxa al cor. La Charlotte Marat, una capitana de policia recentment arribada de París, assistia a la desfilada quan va ocórrer la tragèdia. Ella lidera la investigació amb el seu gendre, en Philippe Cransac, un aficionat a la història medieval. Intenten entendre la connexió entre aquest crim i la ferida de la Donzella durant la batalla d'Orleans el 1429. En Philippe està fascinat per aquest cas inquietant.

## Rodatge
La pel·lícula es va rodar des del 17 de juliol al 10 d'agost de 2017 a Orleans i la seva regió. Es pot veure el pati de l'escola primària (i escola bressol) Louis Gallouédec, situada a Saint-Jean-De-Braye. Es van filmar escenes davant de les ruïnes de l'abadia de Rondonneau a Huisseau-sur-Mauves, al jardí de l'Evêché i a Campo Santo d'Orleans.